# Vittyglad taggstjärt
Vittyglad taggstjärt (Synallaxis albilora) är en fågel i familjen ugnfåglar inom ordningen tättingar.

## Utseende och läte
Vittyglad taggstjärt är en typisk taggstjärt med en lång och taggig stjärt, gråaktigt huvud, kanelbrunt på vingarna och stjärten, vitt på strupen och rätt färgglatt gulbrun undersida. Könen är lika. Den vita tygeln som gett arten dess namn är inte särskilt tydlig. Lätet består ett nasalt och vasst "keeeu...kit-kweet!". Liknande gråkronad taggstjärt är mindre bjärt färgad undertill och har snabbare sång.

## Utbredning och systematik
Vittyglad taggstjärt förekommer från östra Bolivia (östra Santa Cruz) till sydvästra Brasilien och norra Paraguay. Tidigare inkluderades araguaiataggstjärten (S. simoni) i arten, men denna urskiljs allt oftare som egen art.

## Status och hot
Arten har ett stort utbredningsområde, men tros minska i antal, dock inte tillräckligt kraftigt för att den ska betraktas som hotad. Internationella naturvårdsunionen IUCN listar arten som livskraftig (LC).